# Школа № 31 (Мурманск)
Муниципальное общеобразовательное учреждение средняя общеобразовательная школа № 31 имени Льва Васильевича Журина — общеобразовательное учреждение в Первомайском округе города Мурманска. Основана в 1982 году. Первый учебный год начался 1 сентября 1982 года. Ведётся обучение учеников 1-11 классов. Первый директор школы Сидоренко Валентина Николаевна.
С 1990 года школа сотрудничает с норвежской высшей народной школой Пасвик, один из иностранных языков, который здесь изучают, — норвежский. Ведётся обмен учащимися, у учеников школы имеется возможность поехать в Норвегию на годичную стажировку

## История школы
- 1982 год. Открытие школы. В первый год насчитывалось 18 классов и 429 учеников.
- 1983 год. В школе 66 классов и 1361 ученик.
- 1988 год. Школа начинает работать в три смены.
- 1989 год. Принятие программы «Ребенок в условиях Севера». Начало сотрудничества с Мурманским государственным педагогическим институтом). Обучение становится по двум направлениям.
- Октябрь 1990 года. Начало сотрудничества с Высшей народной школой норвежского города Сванвик.
- С 1990 начинается углубленное изучение математики.
- С 1992 появляется профильное образование, педагогические классы. Специальности: оператор ЭВМ, воспитатель-гувернер, затем педагог дополнительного образования.
- С 1993 школа была включена в образовательную систему Баренц-региона.
- С 1996 в школе появляются гимназические классы, главными атрибутами которых стали изучение информатики, экономики, экологическое образование, второй иностранный язык (немецкий или норвежский).
- С 1997 состоялось открытие центра эстетического образования.
- С 1997 в результате исследовательской работы по программе «Ребенок в условиях Севера» график учебного процесса согласован с сезонностью и условиями Крайнего Севера.
- С 1998 стало доступно дополнительное образование — открылся русско-норвежский класс.
- Весной 1998 года школу посетила королева Норвегии Соня[3].
- В 1999 введено профильное образование по компьютерному делопроизводству.
- В 2000 школа подключилась к сети Интернет.
- В июне 2003 года на пенсию уходит директор Сидоренко Валентина Николаевна.
- В начале сентября 2007 года в рамках программы «Сотрудничество в северных регионах» школу посетила делегация из 30 норвежских губернаторов[4].
- В апреле 2017 года на базе школы был создан отряд «Патриот» Всероссийского детско-юношеского военно-патриотического общественного движения «Юнармия».
- В апреле 2021 было принято решение о присвоении школе имени ветерана, почётного гражданина города-героя Мурманск и Мурманской области, основателя поискового движения в Мурманской области и частого гостя школы Льва Васильевича Журина.
- 31 мая 2022 года у школы был открыт бюст в память Льва Васильевича Журина, чьё имя носит школа.

## Структура
В школе имеется 57 учебных кабинетов, компьютерный лингафонный кабинет, 3 компьютерных класса, 2 спортивных зала, актовый зал, библиотека, столовая, медицинский кабинет, стоматологический кабинет. На территории расположены два стадиона: футбольное поле, баскетбольная площадка, хоккейный корт. В школе, в дополнение к традиционному спортзалу, в рамках программы «Здоровье», открыты два тренажёрных, и кабинет релаксации с беговой дорожкой и ЖК экраном.
С 1993 года в школе работают математические классы. Одним из результатов этого стало то, что в 2009 году выпускник Андрей Вишневский набрал на ЕГЭ по математике и информатике по 100 баллов.
В школе развито трудовое обучение: резьба по дереву, художественная роспись по дереву, художественная обработка и моделирование одежды и многое другое.
Работает студия тележурналистов, имеется своё внутришкольное телевидение. С недавних пор работает и школьная «радиостанция» UniStar. В апреле 2011 в школе прошёл «IV Парад детской прессы», посвященный празднованию 50-летия первого полета человека в космос.
В школе преподаётся аэробика и спортивные танцы.
При школе действует оркестр народных инструментов «Мальчишник», в репертуар которого, в частности, входит мелодия «Yesterday», исполненная на домрах и балалайках. Руководитель оркестра, выпускник Мурманское музыкальное училища, играющий на множестве инструментов, Виктор Ширяев принимает в оркестр учеников школы, начиная с начальных классов. Он разработал собственную методику быстрого обучения детей нотной грамоте. Оркестр много выступает, не только в стенах школы, но и на различных фольклорных фестивалях, в том числе в Норвегии. Самый первый школьник, записавшийся когда-то в оркестр, Алексей Зубков, бывший тогда пятиклассником, после школы продолжил музыкальное образование в Хельсинки. Гордостью оркестра является и Виктора Шустицкий, поступивший после окончания школы в музыкальную педагогическую академии имени Гнесиных.
В школе работает методический совет. Учителя-естественники создают элективные (дополняющие) курсы, утверждённые педуниверситете. Ряд педагогов 31-й школы работают в городских творческих группах, порой возглавляя их.
В школе действует система самоуправления, совете общественности, который заменил собой попечительский совет.

## Педагогический коллектив
В школе действует дифференцированная оплата труда, в зависимости от количества часов, кружковой работы. Разработано положение о стимулирующих надбавках. Средняя зарплата за октябрь 2011 года составила около 31 тысячи рублей.
Газеты города писали об учительнице начальных классов Ирине Тадейчук, работающей в школе с 1980. Родители, по словам директора школы, записывают первоклассников в её класс загодя. Она, наряду с другим опытным учителем начальных классов школы Ольгой Сидоренко — один из авторов программы «Здоровье», реализуемой в школе. Также с начала 80-х годов работает в школе учителя русского языка Лилия Васильевна Неизвестных. Учитель математики Татьяна Ивановна Иванова имеет высшую квалификационную категорию и является победителем городского конкурса «Учитель города».

## Награды и отличия
В 2008 году школа вышла одной из победительниц во всероссийском конкурсе школ, внедряющих инновационные образовательные программы. Инновационная программа внедряется в школе с 2006 года. На полученный миллионный грант школой закуплено оборудование, теперь во всех кабинетах находятся электронные доски, также на эти деньги были оборудованы тренажёрные залы, лингафонный кабинет, два кабинета информатики, куплено мультимедийное оборудование.